# フェニックス通り (大阪府堺市)
フェニックス通り（フェニックスどおり、英：Phoenix Street）は、大阪府堺市堺区の中心市街地を東西に横断する道路。別名：宿院通り（しゅくいんどおり）。日本の道100選のひとつ。

## 概要

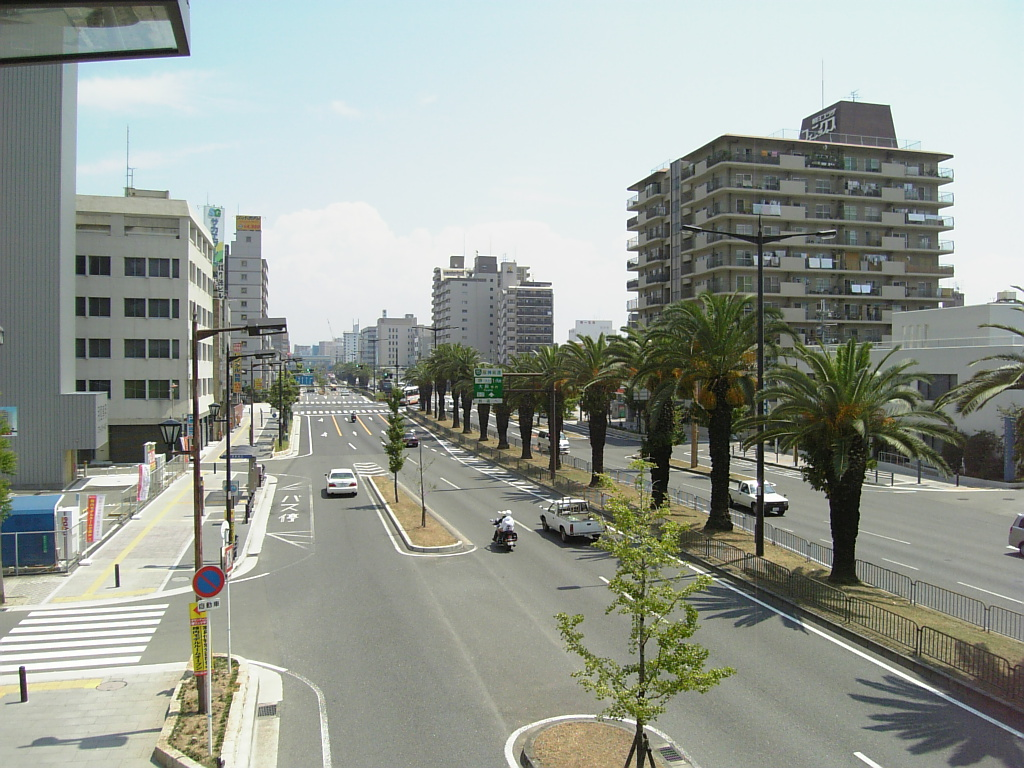
堺駅南口の歩道橋上から東を望む
（2006年8月）

区間は大浜北町交差点から一条通交差点まで。全長約2km、幅員50mの大通りで、安井町交差点以西は国道26号、以東は国道310号のそれぞれ一部区間、また、重複して全線大阪府道2号大阪中央環状線の一部区間にあたる。
土居川・内川・旭川といった環濠に囲まれていた旧来の堺市街のやや南寄りを東西に横断し、安井町交差点で阪神高速15号堺線堺出入口と接続する。区間外ではあるが、起点から西へ堺泉北港の堺旧港地区の南縁を通る大阪府道195号堺港線を経由して500mほどで阪神高速4号湾岸線大浜出入口に至り、終点から東へ国道310号および大阪中央環状線を経由して650mほどで大仙陵古墳（仁徳天皇陵）に至る（ただし、拝所や駐車場を備える大仙公園のある前方部側ではなく後円部側）。
中央分離帯に植栽されたフェニックス125本が通行者や市民らに親しまれたことから、「フェニックス通り」と呼ばれるようになった。1日の交通量は5万8000台に上り、従来の大小路通に代わる東西幹線として機能している。
1986年（昭和61年）8月10日の道の日に、旧建設省と「道の日」実行委員会により制定された、「日本の道100選」にも選ばれており、1994年（平成6年）には、読売新聞社選定の「新・日本街路樹100景」（1994年）のひとつに選定されている。

## 歴史
もとは、大小路通を除く他の東西方向の道路と同じく3間幅の狭い道路で、東西両方向から宿院頓宮に突き当たる（境内に入る）ため、現在のように貫通していなかった。1912年（明治45年）に阪堺電気軌道大浜支線敷設によって、宿院停留場 - 川尻停留場間がやや拡幅されたが、南側の専用軌道へ迂回する川尻停留場以西および宿院停留場以東はほとんど旧態依然であった。
第二次世界大戦期には、1945年（昭和20年）7月10日の堺大空襲を筆頭に5次にわたる空襲を受けて壊滅的な被害が出たが、戦後に戦災都市の指定を受け、戦災復興都市計画によって、宿院通りが東西幹線として幅員50mの大通りへ拡幅される運びとなった。1946年（昭和21年）に着工されて、1959年（昭和34年）には全線開通し、当時は50mの幅員を持つ道路として話題となった。この間、1955年（昭和30年）頃に旭川が埋め立てられ、旭川に架かる御蔭橋が撤去された。
亜熱帯植物のフェニックスは、敗戦で消沈していた堺市民の気持ちを明るくしようと、1955年（昭和30年）9月に堺ロータリークラブが寄付金を集めて、1956年（昭和31年）3月に復興の象徴としてフェニックスの苗木126本を住吉橋 - 宿院間に植樹し、その後、東西方向へ植栽が続けられたものである。1956年の植栽を祝って、堺市出身の詩人である安西冬衛の詩が刻まれた記念碑が建てられており、碑には「ここに緑なす火の鳥の樹を栽えます 万人の生命のために 千年至福の希い われらの善意と愛情をこめて」と記されている。そして、街路樹の成長に合わせて「フェニックス通り」の愛称が定着するようになった。
戦災復興都市計画では南北幹線の大道筋ともども延焼の防止といった「防災」に主眼を置いて拡幅されたが、拡幅後に大きな変化がないまま現在も交通量の少ない大道筋と異なり、フェニックス通りではその後、1970年（昭和45年）に大阪中央環状線の整備に伴って終点に一条通跨道橋が設置され、終点以東も拡幅されて交通量が急増した。同年には阪神高速15号堺線も開通し、1976年（昭和51年）には阪神高速15号堺線と石津川以南へ至る国道26号の自動車専用道路が連絡し、安井町交差点は交通の要衝となるに至った。この間、1970年（昭和45年）までに土居川の東部分が埋め立てられ、土居川の東部分に架かる東住吉橋が撤去された。なお、東住吉橋架橋地点が現在の安井町交差点である。
1989年（平成元年）に市制100周年記念事業の一環として、フェニックス通りの道路愛称が堺市から与えられた。

## 接続する主な道路
- 大阪府道195号堺港線（大浜北町交差点）
- 大阪府道34号堺狭山線（大浜北町交差点）
- 大阪府道204号堺阪南線（大浜北町交差点）
- 大阪府道197号深井畑山宿院線（大道筋）（宿院交差点）
- 阪神高速15号堺線（安井町交差点）
- 大阪府道30号大阪和泉泉南線（一条通交差点）

## 周辺の名所
- 旧堺燈台
- 大浜公園、蘇鉄山
- さかい利晶の杜
- 千利休屋敷跡 - 井戸が残る
- 宿院頓宮
- 土居川公園 - 安井町交差点北西角に前方後円墳型の花時計があったが、2012年（平成24年）に時計が故障し、文字盤の箇所が堺市章に置き換えられた。